# 長體寬盔鯰
長體寬盔鯰，為輻鰭魚綱鯰形目鼬鯰科的其中一種，為熱帶淡水魚，分布於南美洲委內瑞拉奧里諾科河、黑河、欣古河、蓋亞那及蘇利南沿岸淡水流域，體長可達12公分，棲息在底層水域，生活習性不明。

## 扩展阅读
維基物種上的相關：長體寬盔鯰